# William Hewlett
Pour les articles homonymes, voir Hewlett.
William (dit Bill) Hewlett (20 mai 1913 - 12 janvier 2001) est un ingénieur américain en électronique, cofondateur de la société multinationale HP en 1939 avec David Packard.

## Biographie
William Hewlett est né à Ann Arbor dans le Michigan. Il fait ses études à l'université Stanford où il fait la connaissance de David Packard et obtient sa licence  en 1934 et sa maîtrise d'électronique au MIT en 1936. En 1939, l'université Stanford lui décerne un diplôme d'ingénieur.

### Cofondateur de la société Hewlett-Packard
En 1939, il fonde la multinationale HP avec son ami d'école David Packard à Palo Alto à quelques kilomètres de San Francisco en Californie dans ce qui ne s'appelle pas encore la Silicon Valley avec 538 dollars dans le garage Hewlett-Packard devenu depuis un des symboles du rêve américain.

### Service militaire
Il effectue son service militaire comme officier pendant la Seconde Guerre mondiale. Immédiatement après la guerre, il est membre d'une équipe américaine spéciale chargée d'inspecter l'industrie japonaise.

### Retour chez Hewlett-Packard
Il est président de HP de 1964 à 1977, et PDG de 1968 à 1978, remplacé alors par John A. Young. Il reste président du comité de direction jusqu'en 1983, puis vice-président du conseil d'administration jusqu'en 1987.
De 1966 à 1994, il préside la Fondation William et Flora Hewlett.
À la suite de la disparition de son épouse en 1977, il se remarie avec Rosemary Bradford en 1978.

## Distinctions
- En 1985, le président Ronald Reagan lui remet la National Medal of Science, la plus haute distinction scientifique de la nation américaine.
- En 1995, il reçoit le prix Lemelson du MIT pour récompenser son parcours.

### Docteur honoris causa
13 titres de docteur honoris causa lui ont été décernés :
- Docteur honoris causa de droit de l'université de Californie, université Yale, Mills College, université Marquette et université Brown
- Docteur honoris causa ès sciences de l'université polytechnique de New York et de Kenyon College
- Docteur honoris causa en ingénierie de l'université Notre-Dame, du Dartmouth College, de l'université d'État de l'Utah
- Docteur honoris causa ès lettres de l'université Johns-Hopkins
- Docteur honoris causa en sciences politiques du Rand Graduate Institute
- Docteur honoris causa ès lettres de l'université de Santa Clara
- Docteur honoris causa en électronique de l'université de Bologne en Italie.